# Gary Wilson (autor)
Gary Bruce Wilson (1956-2021) fue un activista estadounidense, conocido por su posición contra la pornografía.

## Biografía
Wilson fue un autor que vivió en Ashland, Oregón. Anteriormente fue profesor adjunto de biología en la Universidad del Sur de Oregón y también enseñó en escuelas vocacionales. Junto con su esposa, Marina Robinson, era instructor de karezza y la pareja compartía una antipatía hacia los orgasmos. Se hizo ampliamente conocido por su charla TEDx de 2012 titulada "El gran experimento de la pornografía", en la que argumentó que la exposición a la pornografía cambia la química del cerebro. La charla ha sido vista más de 13 millones de veces.
Wilson inició el sitio web YourBrainOnPorn.com con su esposa, que sostiene que la pornografía es una adicción al igual que comer en exceso o apostar compulsivamente. Cuatro años después del lanzamiento del sitio, publicó el libro Your Brain On Porn: Internet Pornography and the Emerging Science of Addiction, sobre el mismo tema y lo tradujo al árabe, holandés, alemán, húngaro, japonés y ruso.
Wilson argumentó, en contra de expertos relevantes en el tema, que la adicción a la pornografía es un problema de salud pública, y dijo que provoca efectos negativos como depresión y disfunción eréctil. El material de Wilson respalda de manera destacada las modas de Internet "NoFap" y "No Nut November", con su charla TED-X a menudo vinculada en foros relevantes a pesar de la nota publicada por TED en la parte superior de la grabación: “Esta charla contiene varias afirmaciones que no están respaldadas por estudios académicamente respetados en medicina y psicología. Si bien algunos espectadores pueden encontrar útiles los consejos proporcionados en esta charla, no busquen en esta charla consejos médicos”. Según el historiador Brian M. Watson, Wilson "sin formación ni antecedentes científicos... ha hecho una carrera vendiendo pseudociencia".
La esencia de su argumento es el efecto Coolidge (desensibilización debido a ver muchos cuerpos desnudos nuevos), pero los estudiosos han expresado dudas de que se aplique a los humanos.
Wilson murió el 20 de mayo de 2021, después de años de padecer enfermedades crónicas.

## Libros
- Your Brain on Porn (en inglés). 12 de febrero de 2015.